# William Lawson (explorador)
William Lawson (2 de junio de 1774 hasta el 16 de junio de 1850) fue un explorador de Nueva Gales del Sur, Australia. Él ayudó a descubrir un pasaje hacia el interior a través de las Montañas Azules desde Sídney.
Lawson nació en Finchley, Middlesex, Inglaterra. Es hijo de padres escoceses. Lawson llegó a Sídney como bandera con el Cuerpo de Nueva Gales del Sur en noviembre de 1800. Pronto se le envió a la isla de Norfolk.
Después de 1808, Lawson fue nombrado ayudante de campo de George Johnston. Le dieron 500 acres (2 km ²) donde construyó una mansión de 40 habitaciones.
En 1813 Lawson, con Gregory Blaxland y William Wentworth, efectuò un viaje al oeste de Sídney cruzando las Montañas Azules. Salieron el 11 de mayo de 1813 cuatro funcionarios, cinco perros y cuatro caballos. La ruta del viaje sigue siendo la utilizada por los viajeros de hoy en día. El 31 de mayo de 1813 alcanzaron Monte Blaxland y podían ver las llanuras al oeste.
Lawson fue premiado con un premio de 1000 acres (4 km ²) de tierra. Terminó siendo uno de los mayores propietarios de tierras en Australia. Le hicieron un magistrado y fue nombrado comandante de Newcastle.
En 1819 el gobernador Lachlan Macquarie hizo un nuevo asentamiento, Bathurst y nombró a Lawson comandante de dicho asentamiento. Lawson tuvo este trabajo hasta 1823. Desde Bathurst, Lawson exploró el norte hasta Mudgee.
Después de dejar el ejército, Lawson fue miembro del Consejo Legislativo de Nueva Gales del Sur 1843-1848. Murió en Veteran Hall el 16 de junio de 1850. La ciudad de Lawson en las Montañas Azules se nombra en su honor.
En 1963 Lawson fue honrado junto con Blaxland y Wentworth, en un sello postal emitido por el Correo de Australia que muestra las montañas azules que cruzan.